# Mécoupure
Ne doit pas être confondu avec méta-analyse.
Cette page contient des caractères spéciaux ou non latins. S’ils s’affichent mal (▯, ?, etc.), consultez la page d’aide Unicode.
La mécoupure (ou fausse coupe ou métanalyse) est une modification phonétique quelconque subie par un mot mal analysé quant à ses morphèmes ou dans un syntagme mal analysé quant à ses lemmes. D'une manière plus simple, il s'agit d'une erreur de découpage dans la chaîne de sons entendus conduisant à l'apparition d'un nouveau mot issu de cette erreur de découpage.
La métanalyse peut être involontaire et sanctionnée par l'usage comme une erreur (erreur parfois voulue) ou lexicalisée et être ensuite comptée au rang de lemme dans le lexique.

## Mécoupure non lexicalisée
Ce type de mécoupure conduisant à une « erreur », celle-ci peut parfois prêter à rire en cas de jeu de mots équivoques. 
Un exemple célèbre peut être donné : « C’était le genre de mec pas tibulaire tu vois, mais presque ! » — (Coluche, sketch Le Flic, 1975). Il faut bien sûr comprendre « patibulaire ». L'erreur de découpage se situe dans l'analyse en lemmes : le mot « patibulaire » a été compris comme un groupe de mots composé de « pas » (négation) et « tibulaire », lemme inexistant qui signifierait « antipathique ». 

La méconnaissance de l'orthographe et de l'origine du nom entendu conduit aussi à une métanalyse sans jeu de mots volontaire. Ainsi la course au large du Vendée Globe écrit « vent des globes » dans des comptes rendus sportifs,,, ou des éloges funèbres comme celui de Claude Dufourmentel (en) par Claude-Henri Chouard : 

« Sur des voiliers des années soixante Grisby 1, Grisby 2, puis Cipango, grandissant en longueur avec la renommée de leur skipper, bien plus beaux que les machines sophistiquées du Vent des Globes mais plus rustiques et bien plus sportifs aussi, vous avez, tous les deux, pendant 40 années de suite, tous les mois d'août bourlingué »

— Claude-Henri Chouard, Éloge de Claude Dufourmentel (en).

## Mécoupure lexicalisée
Les mécoupures sont involontaires ; certaines, cependant, acquièrent dans la langue un statut normalisé. On dit qu'elles se sont lexicalisées. Des affixes métanalysés deviennent par exemple productifs (ils permettent de construire de nouveaux mots), voire obtiennent le statut de lemme à part entière. 
À partir de omnibus, mot latin composé d'un radical omni- « tout » et d'une désinence -bus (datif pluriel) signifiant « pour tous » (sous-entendu : « véhicule »), la langue a donné naissance à autobus, sur le modèle d'automobile, comme si bus était un radical indiquant l'idée de « véhicule public » (il eût été plus juste pour le sens de choisir le morphème omni).
Un autobus est donc un « véhicule public [bus] qui se déplace [mobile, disparu lors de la composition du mot] seul [auto] ». À partir d'autobus s'est formé, par aphérèse, le lexème bus. On peut donc parler de la formation d'un substantif à partir d'une désinence : c'est une hypostase par mécoupure.
D'autre part, la langue courante aime à former des termes nouveaux à partir de morphèmes parfois métanalysés : c'est le cas pour le suffixe -rama, d'abord présent dans le mot panorama (apparu en français à la fin du XVIIIe siècle), du grec « vision (-orama) totale (pan) ». L'existence de termes correctement construits comme diorama (en français à partir de la première partie du XIXe siècle) — de di- « à travers » (par élision du a de dia- devant la voyelle suivante) et orama — a permis une métanalyse : on a pris dio- pour une forme du préfixe dia- donc le reste, -rama, pour le radical de la vision. C'est ainsi que sont apparus des termes comme diaporama (de dia- + positive > diapositive apocopé en diapo + -rama) ou encore Télérama (de télé(vision)rama).
La mécoupure lexicalisée est fréquente dans toutes les langues :  
- l'article défini de l'arabe ال ʾal a été, par agglutination, inclus très souvent dans les emprunts faits par le castillan, où nombre de mots venus de l'arabe débutent par al- : أَلْقُطْن ʾal-quṭn donne (el) algodón (mais en français : (le) coton, sans l'article arabe) ; mais الجبر al-jabr «la réduction» (d'une fracture, mais aussi d'une formule) → espagnol álgebra «algèbre» → français algèbre, avec l'article arabe.
- en français, agglutination et déglutination se rencontrent aussi : lierre est une métanalyse par agglutination de « l'ierre» (edre en ancien français, du latin hedera), la griotte est une forme métanalysée par déglutination pour « l'agriotte » (mot emprunté à l'occitan agriota ; cf. aigre) ;
- en créole de la Guadeloupe, le cas est identique : certains noms proviennent d'une agglutination par métanalyse : dlo pour « eau », à partir de de l'eau, monpè pour « père » (terme religieux : « curé »), à partir de mon père, lari « rue » à partir de la rue, etc. ;
- en grec moderne, de nombreux mots proviennent d'une métanalyse par agglutination de l'article défini : μάτι máti, « œil », remonte à τὸ ὀμμάτιον tò ommátion, « l'œil » (où τὸ est l'article neutre), prononcé en grec médiéval τ'ομάτιον t'omátion par élision de l'article et simplification de la géminée μμ mm en μ m puis τ'ομάτι t'omáti par apocope de la finale atone, le tout étant métanalysé par déglutination en τὸ μάτι to máti ;
- en breton, plusieurs mots d'origine romane ou française ont été intégrés à la langue populaire de la même façon, tels que les termes lagout ou odivi, désignant de l'eau de vie, construits à partir des termes la goutte et eau-de-vie.
- termes anglais : nickname (ekename, « surnom ») et apron (napron, « napperon ») : par métalanyse après intervention de l'étymologie populaire ;
- dans les langues romanes, le futur est construit sur des désinences provenant d'un verbe auxiliaire métanalysé puis hypostasié : (je) finirai s'analyse en (je) finir + ai, soit (j')ai (à) finir. De même en castillan : cantaré = cantar + (h)e, « je chanter + ai », en italien : cantarò = cantar(e) + (h)o etc.
- le nom de la ville de Lille résulte d'une seule et même fausse coupe, à la fois en français (L'Isle → L'Île → Lille) et en néerlandais (néerlandais de Belgique ter IJsel « à l'Île » → te Rijsel « à Lille »; ouest-flamand Rysel, forme dialectale correspondante).